# Zimske olimpijske igre 1936
Zimske olimpijske igre 1936 (uradno IV. zimske olimpijske igre) so bile zimske olimpijske igre, ki so potekale leta 1936 v Garmisch-Partenkirchnu, Bavarska, Nemčija. Drugi gostiteljska kandidat je bil St. Moritz, v Švici.